# Relaciones internacionales de la Unión Soviética
La Unión Soviética, una vez negado el reconocimiento diplomático por el mundo capitalista, tuvo relaciones oficiales con la mayoría de las naciones del mundo a finales de los años 80. La Unión Soviética también había progresado de ser un forastero en organizaciones internacionales y negociaciones a ser uno de los árbitros del destino de Europa después de la Segunda Guerra Mundial. Miembro de las Naciones Unidas en su fundación en 1945, la Unión Soviética se hizo uno de los cinco miembros permanentes del Consejo de Seguridad de la ONU que le dio el derecho de vetar cualquiera de sus resoluciones.

## Ideología

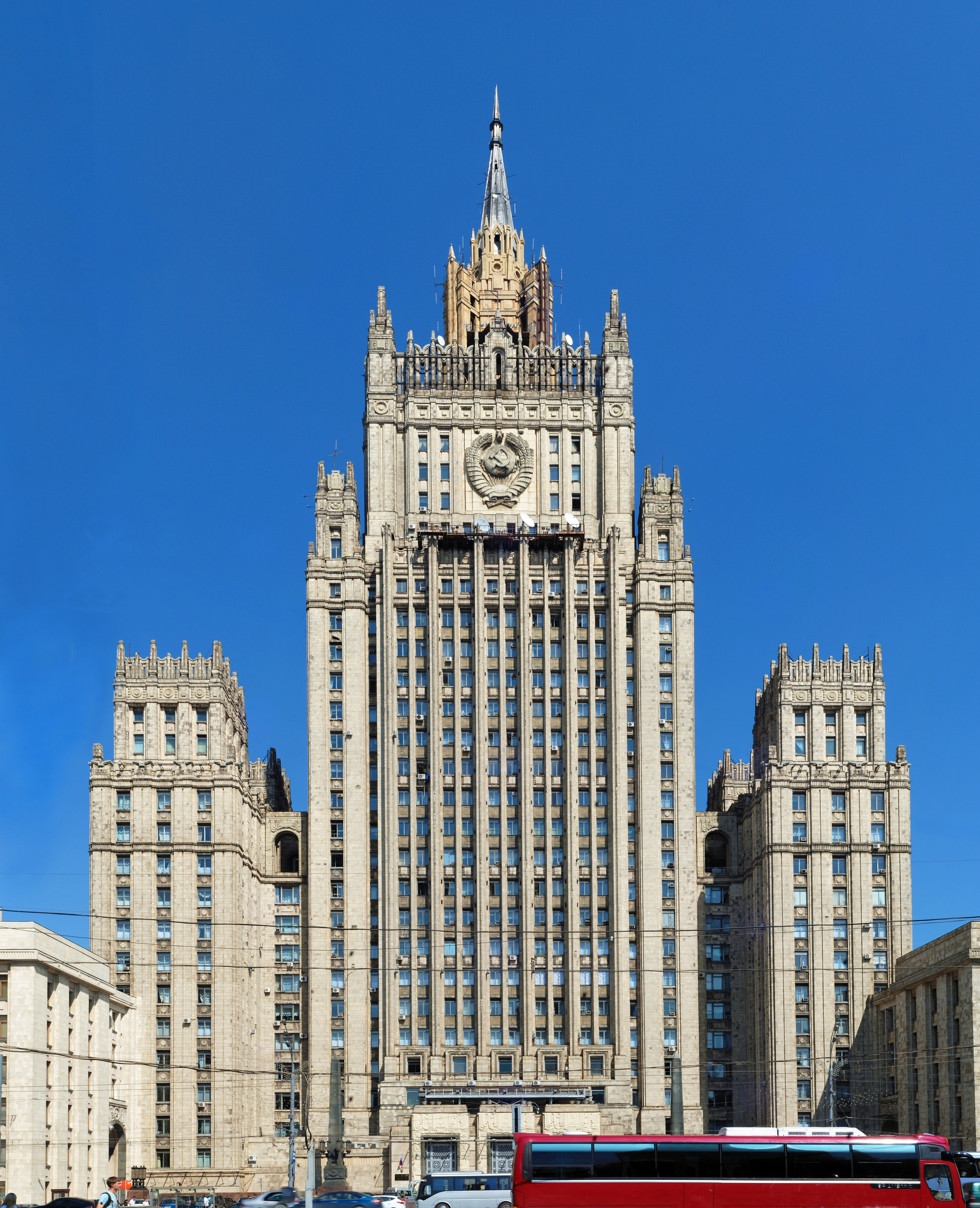
Edificio principal del Ministerio de Asuntos Exteriores, completado en 1953

Según teóricos soviéticos, el carácter básico de la política exterior soviética fue expuesto por Vladimir I. Lenin en el Decreto sobre la Paz, adoptado por el Segundo Congreso de los Soviets en noviembre de 1917. Esto puso adelante la naturaleza dual de la política exterior soviética, que cerca tanto el internacionalismo proletario como la coexistencia pacífica. Por una parte, el internacionalismo proletario se refiere a la causa común de las clases obreras de todos los países en la lucha para derrocar a la burguesía y establecer regímenes comunistas. La coexistencia pacífica, por otra parte, se refiere a medidas para asegurar relaciones de gobierno a gobierno relativamente pacíficas por estados capitalistas. Ambas políticas pueden ser perseguidas simultáneamente: "la coexistencia pacífica no excluye, pero presupone la oposición determinada a la agresión imperialista y apoyo a pueblos que defienden sus ganancias revolucionarias o luchan contra la opresión extranjera."
El compromiso soviético en la práctica del internacionalismo proletario disminuyó desde la fundación del estado soviético, aunque este componente de la ideología todavía tuviera algún efecto en formulación posterior y ejecución de la política exterior soviética. Aunque razones de estado pragmáticas indudablemente explicaban la mayor parte de la política exterior soviética más reciente, la ideología de la lucha de clases todavía desempeñaba un papel en el suministro de una cosmovisión y ciertas pautas sueltas para la acción en los años 1980. La ideología marxista leninista refuerza otras características de la cultura política que crean una actitud de concurso y conflicto con otros estados.

## Política exterior soviética
Los objetivos de política exterior generales de la Unión Soviética fueron formalizados en un programa de partido ratificado por delegados al XXVII Congreso de Partido en febrero-marzo de 1986. Según el programa, "los objetivos principales y pautas de la política internacional del CPSU" condiciones externas favorables incluidas que aseguran conducentes a construir el comunismo en la Unión Soviética; la eliminación de la amenaza de guerra mundial; desarme; el refuerzo "del sistema socialista mundial"; el desarrollo de relaciones iguales y amistosas con países "liberados" del tercer mundo; coexistencia pacífica con los países capitalistas; y solidaridad con comunista y partido demócrata revolucionarios, el movimiento de los trabajadores internacionales, y luchas de liberación nacionales.
Aunque estos objetivos de política exterior generales fueran por lo visto concebidos en términos de prioridades, el énfasis y la clasificación de las prioridades se han cambiado con el tiempo en respuesta a estímulos domésticos e internacionales. Después de que Gorbachov tomó el poder en 1985, por ejemplo, algunos analistas occidentales discernidos en la clasificación de prioridades un de énfasis posible del apoyo soviético a movimientos de liberación nacionales. Aunque el énfasis y la clasificación de prioridades fueran sujetos a cambio, dos objetivos básicos de la política exterior soviética permanecieron constantes: la seguridad nacional (salvaguardando al gobernante PCUS por el control interno y el mantenimiento de fuerzas militares adecuadas) y, desde finales de los años 1940, influencia en Europa del Este.
Muchos analistas occidentales han examinado el modo que el comportamiento soviético en varias regiones y países apoya los objetivos generales de la política exterior soviética. Estos analistas han tasado el comportamiento soviético en los años 1970 y años 1980 como hacer hincapié primario en las relaciones con los Estados Unidos, que fueron considerados la amenaza principal para la seguridad nacional de la Unión Soviética. La segunda prioridad fue dada a las relaciones con Europa del Este (los miembros europeos del Pacto de Varsovia) y Europa Occidental (los miembros europeos de la Organización del Tratado del Atlántico Norte —OTAN—). La tercera prioridad fue dada al litoral o estados a lo largo de la frontera del sur de la Unión Soviética: Turquía (un miembro de la OTAN), Irán, Afganistán, la República Popular de China, Mongolia, la República Democrática Popular de Corea (Corea del Norte), y Japón. Las regiones cercanas, pero no fronterizas, a la Unión Soviética fueron adjudicadas como cuarta prioridad. Estos incluyeron el Oriente Medio y norte de África, Asia del Sur, y Sudeste Asiático. La última prioridad fue dada a África subsahariana, las islas en los océanos Pacífico e Índico, y América Latina, excepto en tanto que estas regiones hubiera oportunidades proporcionadas de la base estratégica o lindantes con estrechos navales estratégicos o rutas marítimas. En general, la política exterior soviética estuvo más preocupada por relaciones de superpotencia (y, más ampliamente, relaciones entre los miembros de OTAN y el Pacto de Varsovia), pero durante los años 1980 los líderes soviéticos persiguieron relaciones mejoradas con todas las regiones del mundo como parte de sus objetivos de política exterior.

## Antes de la Segunda Guerra Mundial
Es posible descubrir tres fases distintas en la política exterior soviética entre la conclusión de la guerra civil rusa y el Pacto Ribbentrop-Mólotov de 1939, determinado en parte por luchas políticas dentro de la Unión Soviética, y en parte por el desarrollo dinámico en relaciones internacionales y el efecto que éstos tenían en la seguridad soviética. 
Aunque comenzar dentro de y bajo la dirección parcial de la Tercera Internacional, el gobierno de Lenin intentó exportar la revolución al resto de Europa, este con eficacia vino a un alto después del fracaso soviético de la guerra con Polonia en 1921. A partir de entonces, una política de coexistencia pacífica comenzó a surgir, con diplomáticos soviéticos que intentan terminar el aislamiento del país, y concluyen arreglos bilaterales con gobiernos 'capitalistas'. El acuerdo fue alcanzado con Alemania, el otro 'paria' de Europa, en el Tratado de Rapallo (1922). 
Había, sin embargo, todavía aquellos en el gobierno soviético, el más notablemente León Trotski, que abogó por la continuación del proceso revolucionario, en términos de su teoría de la Revolución permanente. Después de la muerte de Lenin en 1924, Trotski y los internacionalistas estuvieron opuestos por Iósif Stalin y Nikolái Bujarin, que desarrolló la noción de Socialismo en un solo país. El homólogo de política exterior del Socialismo en Un País era el del Frente Unido, con comunistas extranjeros impulsados a firmar alianzas con partidos izquierdistas reformistas y movimientos de liberación nacionales de todas las clases. El punto alto de esta estrategia era la sociedad entre el Partido Comunista de China y el nacionalista Kuomintang, una política favorecida por Stalin en particular, y una fuente de disputa amarga entre él y Trotski. La política del Frente Unido en China con eficacia cayó en 1927, cuando Chiang Kai-shek masacró a los comunistas locales y expulsó a todos sus consejeros soviéticos, especialmente a Mijaíl Borodin.
Al año siguiente, después haber derrotado a la oposición de izquierda, conducida por Trotski y Grigori Zinoviev, y la oposición derecha, conducida por Nikolai Bujarin, Stalin comenzó la colectivización de la agricultura soviética, acompañada por un programa principal de la industrialización planeada. Esta nueva fase radical fue acompañada por la formulación de una nueva doctrina en el plano internacional, aquel del llamado Tercer Período, un interruptor ultra-izquierdo en la política, que sostuvo que Democracia Social, independientemente de la forma esto tomó, era una forma del fascismo social, socialista en teoría, pero fascista en la práctica. Todos los agentes de partidos crecientemente comunistas extranjeros de la política soviética debían concentrar sus esfuerzos en una lucha contra sus rivales en el movimiento de clase obrera, no haciendo caso de la amenaza del verdadero fascismo. No debían haber ningunos frentes unidos contra un mayor enemigo. Los efectos catastróficos de esta política, y el efecto negativo que esto tenía en la seguridad soviética, debían ser totalmente demostrados por la victoria de Hitler en 1933, seguidos de la destrucción del Partido Comunista Alemán, el más fuerte de Europa. El Tercer Camino y el Fascismo Social fueron rápidamente pasados por la casa el basurero de historia. Otra vez la colaboración con otros elementos progresivos era la clave, en la forma del Frente Popular, que echan la red todavía más amplia para abrazar partidos burgueses moderados. La cooperación soviética alemana, extensa hasta 1933, ha sido limitada ahora.
De la mano con la promoción de Frentes Populares, Maksim Litvínov, Comisario para Asuntos Exteriores entre 1930 y 1939, apuntó a alianzas más cercanas con gobiernos occidentales, e hizo alguna vez mayor hincapié en la seguridad colectiva. La nueva política conducida a la Unión Soviética que se afilia a la Sociedad de las Naciones en 1934, y la conclusión subsecuente de alianzas con Francia y Checoslovaquia. En la Liga, los soviéticos eran activos en la exigencia de acción contra la agresión imperialista, un peligro particular para ellos después de la invasión japonesa de Manchuria, que finalmente causó la batalla de Khalkhin Gol.
Pero contra el ascenso del fascismo y el imperialismo militante, la Liga acompañó muy poco. En efecto, al final fue sólo la Unión Soviética la que adoptó una actitud en el tratar de conservar la Segunda República española, y su gobierno del Frente Popular, del golpe de Estado en España de julio de 1936. El Acuerdo de Múnich de 1938, la primera etapa en la desmembración de Checoslovaquia, dio pie a los miedos soviéticos de que ellos probablemente serían abandonados con una posible guerra con Alemania. Ante arrastrar continuamente y negociaciones aparentemente desesperadas con Gran Bretaña y Francia, un nuevo cinismo y la dureza entraron en relaciones extranjeras soviéticas cuando Litvinov fue sustituido por Vyacheslav Molotov en mayo de 1939. Los soviéticos ya no buscaban la seguridad colectiva sino individual, y el pacto con Hitler fue firmado, dando a la protección del frente soviético del poder europeo más agresivo y recuperando gran parte de la esfera de influencia que Rusia había perdido durante la Primera Guerra Mundial y tras el Tratado de Brest-Litovsk.

## Guerra Fría

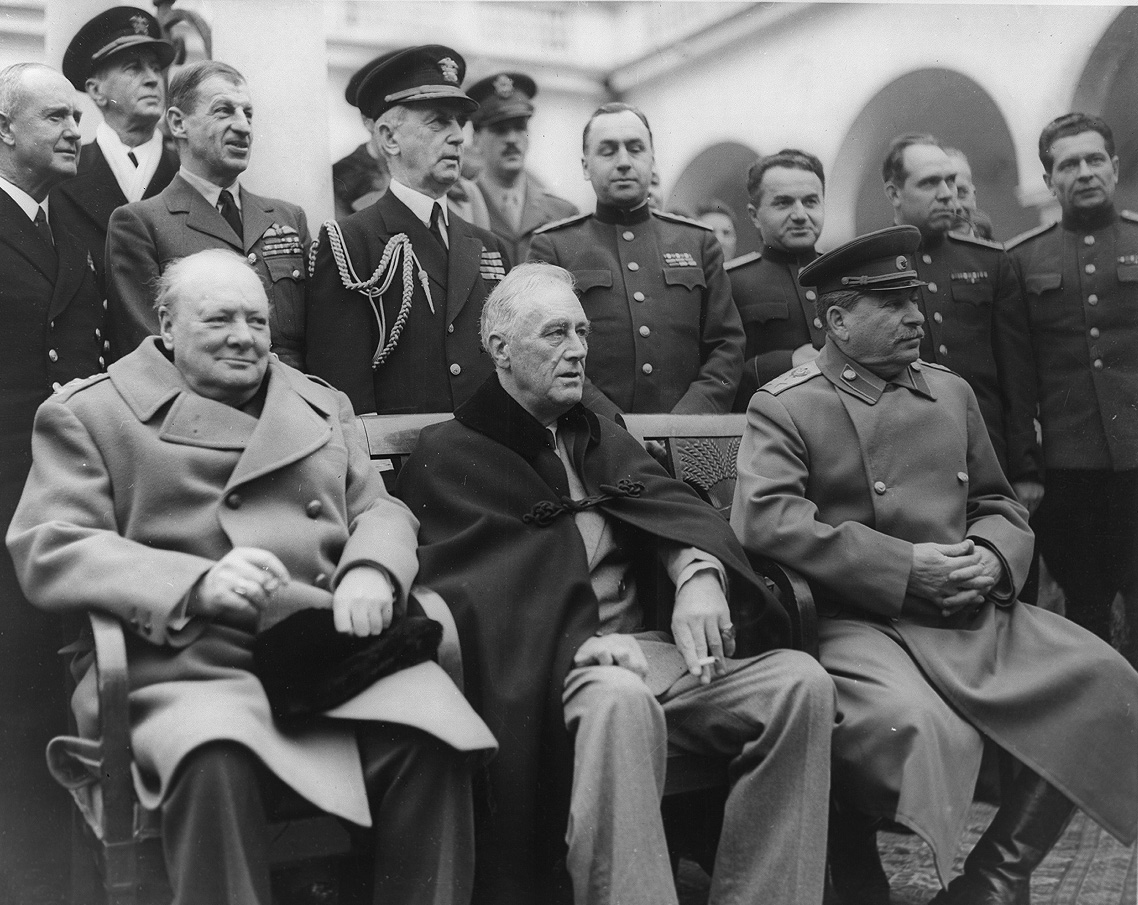
Stalin, Roosevelt y Churchill en la conferencia de Yalta de 1945.

La Unión Soviética surgió de la Segunda Guerra Mundial como una de las dos potencias mundiales principales, una posición mantenida durante cuatro décadas por su hegemonía en Europa del Este, la fuerza militar, ayuda a países en vías de desarrollo e investigación científica sobre todo en tecnología espacial y armamento. El esfuerzo de la Unión por ampliar su influencia o control sobre muchos estados y pueblos causó la formación de un sistema socialista mundial de estados. Establecido en 1949 como un bloque económico de países comunistas conducidos por Moscú, el Consejo de Ayuda Económica Mutua (COMECON) sirvió como un marco para la cooperación entre las economías planificadas de la Unión Soviética, sus aliados en Europa del Este y, más tarde, a los aliados soviéticos en el Tercer Mundo. El homólogo militar al Comecon era el Pacto de Varsovia.
Moscú pensó que Europa del Este era una zona parachoques para la defensa avanzada de sus fronteras occidentales y aseguró su control de la región transformando los países de la Europa del Este en aliados subordinados. Las tropas soviéticas aplastaron un levantamiento popular y la rebelión en Budapest, Hungría en 1956 y terminaron la insubordinación del gobierno checoslovaco en 1968. Además de la ocupación militar e intervención, la Unión Soviética controló estados de la Europa del Este por su capacidad de suministrar o retener recursos naturales vitales.
El KGB ("Comité para la Seguridad Estatal"), responsable del espionaje extranjero y vigilancia interna, era famoso por su eficacia. Una red masiva de informadores en todas partes de la Unión Soviética fue usada para supervisar el desacuerdo de política soviética oficial y moral. El ala extranjera de la KGB fue usada para influir en la política en países alrededor del globo, los Estados Unidos no son ninguna excepción.

## Los años 70
En los años 70, la Unión Soviética alcanzó una paridad nuclear áspera con los Estados Unidos. Percibió su propia implicación como esencial para la solución de cualquier problema internacional importante. Mientras tanto, la Guerra fría llevó a la deténte y a un patrón más complicado de las relaciones internacionales en las cuales el mundo estuvo partido no más claramente en dos bloques claramente opuestos. Los países menos de gran alcance tenían más sitio de afirmar su independencia, y las dos superpotencias podían parcialmente reconocer su interés común en intentar comprobar la extensión y la proliferación posteriores de armas nucleares (véase Acuerdos SALT y Tratado sobre Misiles Antibalísticos).
En otra parte la Unión Soviética había concluido tratados de cooperación y amistad con varios estados en el mundo no comunista, sobre todo entre el Tercer Mundo y los estados del Movimiento No Alineado. No obstante algunos obstáculos ideológicos, Moscú avanzó intereses estatales ganando huecos para apoyar el pie militares en áreas estratégicamente importantes en todas partes del Tercer Mundo. Además, la Unión Soviética siguió proporcionando la ayuda militar para movimientos revolucionarios en el Tercer Mundo. Por todos estos motivos, la política exterior soviética tuvo la importancia principal para el mundo no comunista y ayudó a determinar al tenor de las relaciones internacionales.
Aunque las burocracias innumerables estuvieran implicadas en la formación y la ejecución de la política exterior soviética, las pautas de política principales fueron determinadas por el Politburó del Partido Comunista. Los objetivos principales de la política exterior soviética habían sido el mantenimiento y el realce de la seguridad nacional y el mantenimiento de hegemonía sobre Europa del Este. Las relaciones con los Estados Unidos y Europa Occidental eran también de la preocupación principal a fabricantes de política exterior soviéticos y, mucho como con los Estados Unidos, las relaciones con estados del Tercer Mundo individuales fueron al menos en parte determinadas por la proximidad de cada estado a la frontera y a estimaciones del significado estratégico.

## Gorbachov y posteridad

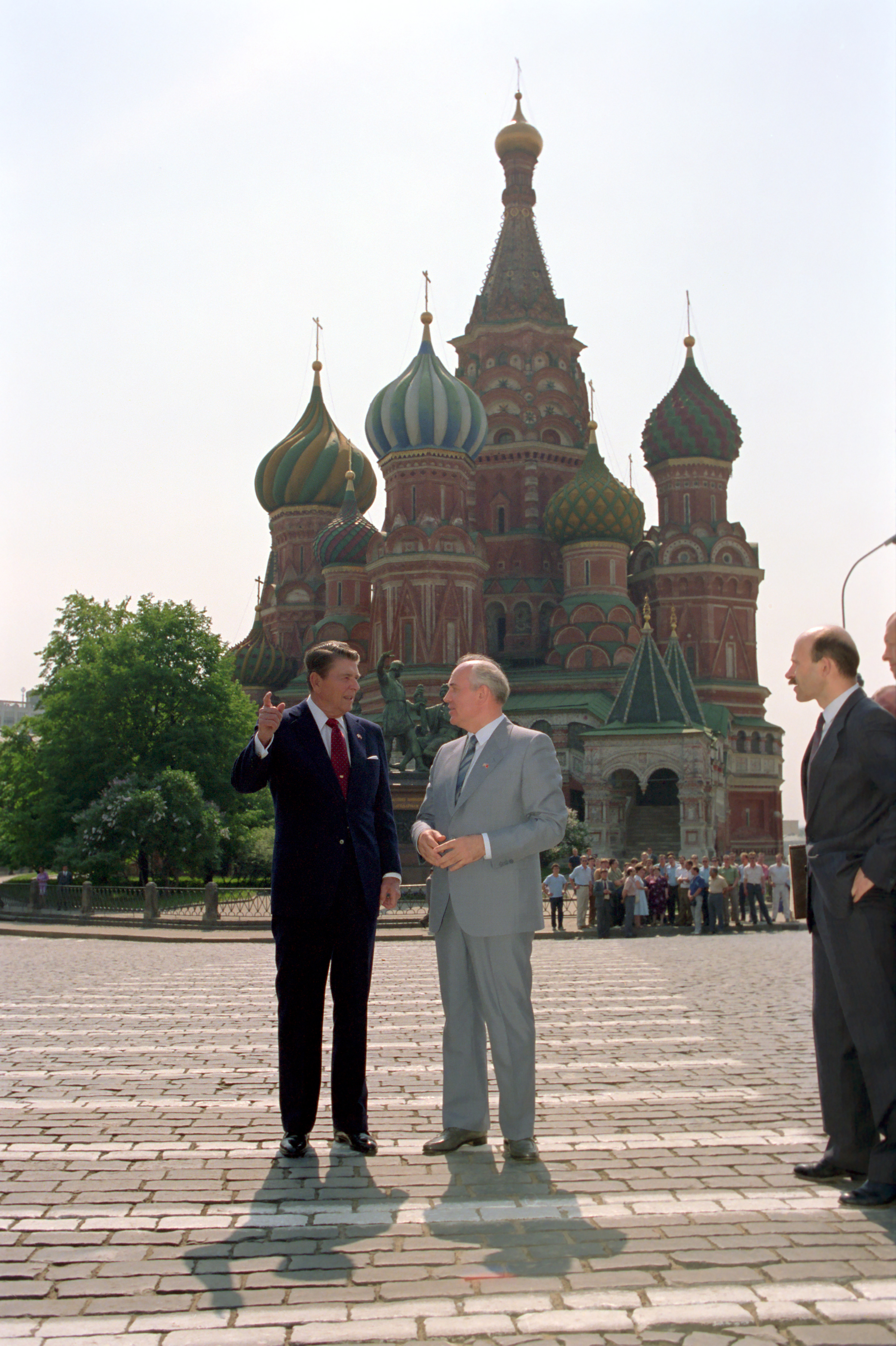
Gorbachov y Reagan en Moscú durante la Reunión de Moscú, 31 de mayo de 1988

Cuando Mijaíl Gorbachov sucedió a Konstantín Chernenko como el Secretario General del Partido Comunista en 1985, esto señaló un cambio dramático en la política exterior soviética. Gorbachov persiguió políticas conciliatorias hacia el Oeste en vez de mantener el statu quo de Guerra Fría. La Unión Soviética terminó su ocupación militar de Afganistán, firmó tratados de reducción de armas estratégicas con los Estados Unidos, y permitió que sus países satélites en Europa del Este determinaran sus propios asuntos.
Después de la disolución de la Unión Soviética en 1991, Rusia reclamó ser la sucesora legal de la Unión Soviética en la etapa internacional, a pesar de su pérdida de estado superpotencia. La política exterior rusa rechazó el marxismo-leninismo como una guía a la acción, solicitando el apoyo occidental a reformas capitalistas en la Rusia postsoviética.